# Biografielijst Sy

## Sy
- Oumou Sy (1952), Senegalees modeontwerpster

## Sya
- Syagrius (?-ca. 486), Romeins heerser
- Hafizh Syahrin (1994), Maleisisch motorcoureur
- Meera Syal (1961), Brits actrice, komiek, auteur, scenarioschrijfster en filmproducente

## Syb
- Haije Sybesma (1938-2018), Nederlands burgemeester

## Syc
- Robert Sycz (1973), Pools roeier

## Syd
- Jussi Sydänmaa (1973), Fins gitarist
- Oleksandr Oleksandrovitsj Sydorenko (1960-2022), Sovjet-Oekraïens zwemmer

## Syl
- Mohammed Sylla (1971-2010), Guinees voetballer
- Mamadou Sylla Diallo (1994), Senegalees voetballer
- Yvonne Sylvain (1907-1989), Haïtiaans arts
- Joseph Sylvester (1890-1955), Hengelose zakenman
- Joyce Sylvester (1965), Surinaams-Nederlands politica

## Sym
- Veniamin Symeonidis (1963), Grieks darter

## Syn
- Ondřej Synek (1982), Tsjechisch roeier
- Richard L.M. Synge (1914-1994), Brits biochemicus en Nobelprijswinnaar
- Tadeusz Synowiec (1889-1960), Pools voetballer

## Syr
- Olesja Syreva (1983), Russisch atlete

## Syt
- Clara Feyoena van Raesfelt-van Sytzama (1729-1807), Nederlands dichteres
- Johannes Galenus baron van Sytzama (1767-1839) Nederlands militair en politicus
- Maurits Pico Diederik baron van Sytzama (1789-1848) Nederlands politicus en bestuurder
- Willem Hendrik baron van Sytzama (1763-1848) Nederlands jurist, politicus en bestuurder